# 국민급진기지 (1993년)
국민급진기지(폴란드어: Obóz Narodowo-Radykalny 오부스 나로도보 라디칼니[*])는 폴란드의 극우 운동이다. 가끔 네오나치와 파시스트로 간주하기도 하며 ONR은 제2차 세계 대전 이전 반유대주의적 성향을 보이고 있는 운동이 존재했었다. 이 단체와 유사한 이름을 가지고 있으며 2012년 조합으로 등록되었다.
2005년부터 2009년까지 뮤슬라니체에서 행진을 하였고, 2017년에는 독립기념일인 11월 11일에 행진을 감행한 적도 있었다.